# Nodarctus hallucis
Genre
Espèce
Nodarctus hallucis, unique représentant du genre Nodarctus, est une espèce de tardigrades de la famille des Renaudarctidae. 

## Distribution
Cette espèce est endémique de l'archipel Nansei au Japon. Elle se rencontre sur des plages d'Hateruma-jima, d'Ishigaki-jima et d'Okinawa-jima dans l'océan Pacifique.

## Publication originale
- Fujimoto & Yamasaki, 2017 : A new genus and species of Renaudarctidae (Heterotardigrada: Arthrotardigrada) from Ryukyu Archipelago, Japan. Marine Biology Research, vol. 13, no 3, p. 288–299.